# Cur deus homo

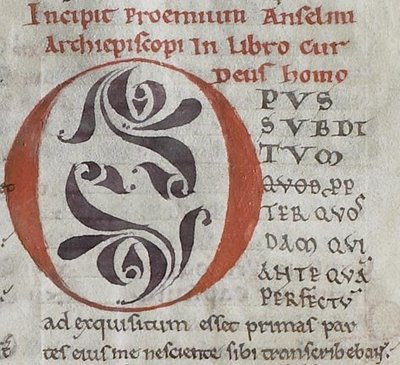
Het begin van de voorrede van Cur deus homo, manuscript uit de twaalfde eeuw.

Cur deus homo (Nederlands: Waarom God mens werd) is een theologische en wijsgerige verhandeling van Anselmus van Canterbury (1033-1109). Hij zet in dit werk een verzoeningsleer op basis van voldoening (satisfactio) uiteen.
Anselmus schreef Cur deus homo in de periode tussen 1093 en 1098.p. 2 Het boek is geschreven in de vorm van een tweegesprek tussen Anselmus en een van zijn meest geliefde leerlingen, Boso. De taak van Boso in het geheel is om met kritische vragen de satisfactie-theorie onderuit te halen, maar hij moet telkens weer toegeven dat de theorie van Anselmus en de wijze waarop deze zijn theorie uiteenzet en verdedigt volstrekt in overeenstemming is met de rede.p. 5

## Samenvatting
Cur deus homo bestaat uit twee boeken en in totaal 47 hoofdstukken en is geschreven in het Latijn. Op zakelijke wijzep. 118 legt Anselmus uit dat de schepping van God gebaseerd is op orde en harmonie. De mens is geschapen als een rationeel wezen met als doel volstrekte - maar wel vrijwillige - gehoorzaamheid aan God (I, 15, I, 11, II, 1). Hierin ligt zijn gelukzaligheid. Deze volstrekte gelukzalig kenmerkte de eerste mens in het paradijs. De mens had de mogelijkheid voor zichzelf onsterfelijkheid te verwerven door af te zien van ongehoorzaamheid aan God (II, 2). God stond toe dat de duivel naar het paradijs ging om de mens te verleiden tot zonde. Had de mens deze verzoeking weerstaan, dan had hij de duivel verslagen (II, 19). De mens plaatste zich echter vrijwillig onder de macht van de duivel (II, 9) en is er wanorde in de schepping geslopen. Op indirecte wijze is hierdoor de eer van God gekrenkt, omdat de mens in zijn zondigheid niet meer instaat is om God de verschuldigde eer te geven (I, 15).p. 78v Juist door zich vrijwillig aan de duivel over te geven is de eer Gods gekrenkt. God moet nu eigenlijk de mens straffen - vergeving zonder betaling voor de zonde is bij Anselmus geen optie (I, 12) - voor de verstoring van de orde, maar God heeft grootse plannen met de mens: samen met de mens wil God zijn plannen ten uitvoer brengen. In plaats van de mensen te straffen is het ook mogelijk om de schuld die de mens bij God heeft uitstaan te voldoen. Aangezien de zondige mensen dat niet kunnen, neemt de Zoon van God vlees aan (incarnatio) en verschijnt als Jezus Christus op aarde. De Zoon van God is waarlijk mens, maar anders dan de andere mensen is hij zondeloos. Hij kan daarom de openstaande schuld namens de mensheid aan God voldoen (satisfactio). Tijdens zijn aardse leven is Jezus volstrekt vrijwillig gehoorzaam aan God (II, 18). In de gehoorzaamheid van de Zoon van God weerspiegelt zich als het ware de onbaatzuchtige liefde van God, maar diens majesteit en schoonheid. De zondige mens wil van de Zoon echter niets weten en kruisigt Hem. Anselmus legt op cryptische (of spitsvondige) wijze uit waarom God de dood van de Zoon niet heeft gewild, maar God daar toch een welbehagen in heeft, omdat Hij in zijn gehoorzaamheid toch bereid was om aan het kruis te sterven (II, 11 en II, 18). Jezus heeft door zijn menswording, leven en sterven voldoening (satisfactio) gebrachtp. 171 aan de eer van God: Hij heeft de schuld ingelost. Maar Jezus heeft meer gedaan, door zijn vrijwillige kruisdood heeft hij een bepaalde verdienste behaald en daarom heeft God Hem beloond door Hem de mensen die zijn verzoeningsdood aanvaarden en Hem willen navolgen, en daarom zalig zullen worden, te schenken (II, 20). God kan dankzij het werk van de Zoon zijn plannen met de mensen volvoeren. Het subjectieve lijkt bij Anselmus in Cur deus homo wat op de achtergrond te raken, maar wie goed leest ziet dat zijn bij Anselmus toch wordt veronderstelt: door het verzoeningswerk van Christus te aanvaarden, krijgt men deel aan zijn werk.
De dramatiek, het narratief en dynamiek die zo kenmerkend zijn voor de verzoeningsleer bij de oude kerkvaders, maakt bij Anselmus plaats voor een zakelijke, onpersoonlijke uiteenzetting. Volgens David Bentley Hart gaat achter deze zakelijkheid wel degelijk een liefdevolle God schuil: "De verzoening, zoals die in Cur Deus Homo wordt beschreven, veronderstelt een grote solidariteit met ons (d.i. de mensheid), voortkomend uit een God van overvloeiende genade, om in ons te vervullen, de voor ons sinds de schepping bedoelde zaligheid. Hij (d.i. God) heeft dit in onze plaats verwezenlijkt, omdat wij dit in ons tekortschieten op het gebied van goedheid - en in Zijn (d.i. Gods) weigering om onrechtvaardige middelen aan te wenden (nl. het straffen van de mensen) - anders nooit hadden of zouden kunnen bereiken." Bentley Hart stelt tevens dat er bij Anselmus geen sprake is van een God die innerlijk verdeeld is, alsof er een soort tweestrijd gaande is tussen de rechtvaardige en de barmhartige God. Het offer van Christus is er een van een liefdesgave Gods, van een God die een en al liefde is, in wie gerechtigheid en liefde een zijn en niet tegen elkaar kunnen worden uitgespeeld. De uitleg alsof er in Cur deus homo sprake is van een God die vooral 'recht' wil zien (nl. door het straffen van mensen) is in de ogen van Benley Hart een volstrekt onjuiste interpretatie van het werk van Anselmus. Volgens hem (Bentley Hart) moet Cur deus homo in het verlengde worden gezien van de Christus Victor-theorie, in plaats van als een nieuw soort van verzoeningstheorie. Thomas Merton komt in zijn studie vrijwel tot dezelfde conclusies als Bentley Hart.

## Trivia
- Een belangrijk begrip bij Anselmus in Cur deus homo is necessitas (noodzakelijkheid). Noodzakelijkheid wijst op het moeten zijn der dingen zoals ze zijn, krachtens een eeuwige orde.[23] Onder de necessitas vinden wij bij Anselmus de vleeswording, de geboorte uit de maagd, de verzoening, maar niet de kruisdood van Jezus, die was vrijwillig.
- Bij Anselmus is er geen sprake van een "straflijden" van Christus, zoals de latere theologie die heeft ontwikkeld. Het gaat er bij Anselmus juist om dat Jezus - de schuldeloze - de schuld der mensen voldoet en zo de straf afwendt. Wel geeft de satisfactieleer aanleiding aan allerlei theorieën waarin Jezus plaatsvervangend de straf van de mensen draagt en lijdt.[24][25]
- Hoewel in de lijn der verwachtingen, leert Anselmus in zijn boek geen stemmingsverandering van God ten gevolge van de kruisdood van Christus.[25]
- De leer van Anselmus moet worden verstaan tegen de achtergrond van het feodalisme: God wordt voorgesteld als een toornige landheer wiens eer is gekrenkt en of voldoening of staf eist.[26]
- Anselmus verzet zich sterk tegen de gedachte dat God een losprijs aan de duivel zou moeten betalen om de mensheid te redden (I, 7).[27]
- Gustaf Aulén (1879-1977) stelt in De Christelijke Verzoeningsgedachte (1931) over de leer van Anselmus: "Het uitgangspunt voor het geheel ligt is de vraag naar een prestatie, die de mens uitvoert en die de betekenis heeft, dat zij aan de Goddelijke eis van het recht kan voldoen ... wat Christus als mens uitricht ten opzichte van God." (p. 86)
- Thomas Merton (1915-1968) stelt in Reflections on some Recent Studies of St. Anselm (1965) dat de bedoeling van de verzoening van Anselmus de volgende is: "Het herstel van de vriendschap van de mens met God" (p. 228) en "Het offer van de Zoon was geen blinde onderwerping en slaafse gehoorzaamheid aan een arbitraire en onnavolgbare Wil [van God] ... Het was een volkomen vrijwillige, heldere en spontane keuze. ... Hetgeen de Vader voldoening schonk bestond niet in het offer van het vloeien van fysiek bloed (hoe kostbaar dit bloed ook moge zijn), maar bestond in de geweldige daad van liefdevolle vrijgevigheid die zulk een gehoorzaamheid veronderstelt." (p. 229)

## Citaten
- "Wie God [de] verschuldigde eer niet geeft, onthoudt Hem wat 't Zijne is en onteert Hem; en dat is zondigen. Zolang hij nu niet heeft betaald, wat hij geroofd heeft, blijft hij in schuld; en het is niet slechts voldoende terug te geven, wat is ontnomen, maar voor de aangedane belediging moet hij meer geven, dan hij roofde." (I, 11)[28]
- "Noodzakelijk is dus óf dat de ontnomen eer wordt betaald, óf dat er straf volgt; anders zal God voor Zichzelf niet rechtvaardig zijn of tot geen van beide bekwaam; dit te denken is goddeloos." (I, 13)[29]
- "Houd 't dan voor zeker, dat God zonder voldoening, dat is zonder vrijwillige betaling der schuld, de ongestrafte zonde niet kan vergeven en ook de zondaar niet tot zaligheid [komen]." (I, 19)
- "Boso: Vereer ik Hem niet, wanneer ik, Hem vrezend en liefhebbend, in verbrijzeling des harten de tijdelijke vreugde vaarwel zeg; in onthoudingen en arbeid de genietingen en de gemakken van het leven met voeten treed, in geven en vergeven rijkelijk van het mijne uitdeel, in gehoorzaamheid mijzelf aan Hem onderwerp? Anselmus: Wanneer gij iets teruggeeft, wat gij God schuldig zijt, ook als gij niet gezondigd hebt, dan moet gij dat niet beschouwen, als het verschuldigde, dat gij schuldig zijt voor de zonden. Al die dingen, die gij noemt, zijt gij God schuldig." (I, 20)[30]
- "Dit echter kan niet geschieden, wanneer niet hij, die God voor de zonde van de mensen betaalt, iets meer is, dan alles, wat buiten God bestaat." (II, 4)[31]
- "Immers, wat kan men zich barmhartiger denken, dan wanneer God de Vader tot de zondaar, die tot eeuwige straf is veroordeeld en niet heeft om zich vrij te kopen, zegt: 'Neem mijn Eniggeborene en betaal voor u'; en de Zoon zelf: 'Neem mij aan en koop u vrij'? Wat zo spreken Zij als het ware, wanneer Zij ons tot het Christelijk geloof roepen en trekken. Wat is ook rechtvaardiger, dan wat Hij, aan Wie een prijs gegeven wordt, groter dan alle schuld, indien die gegeven wordt met het verschuldigde gevoelen, alle schuld vergeeft?" (II, 20)
- "Indien wij iets hebben gezegd, dat verbetering behoeft, ik wijs haar niet af, zo 't redelijk is. Indien echter met het getuigenis der waarheid wordt bekrachtigd, wat wij menen op redelijke wijze gevonden te hebben, dan moeten wij dit niet onszelf, maar God dank weten, Die te prijzen is tot in eeuwigheid. Amen." (II, 22)[32]

## Publicatie
- Anselmus: Over de Menschwording Gods, in het Nederlands vert. en toegelicht door P.C. IJsseling, G.F. Callenbach, Nijkerk 1908[33]